# Hear to Tempt You
Hear to Tempt You è un album in studio del gruppo vocale statunitense The Temptations, pubblicato nel 1977.

## Tracce
1. Think for Yourself (Allan Felder, Norman Harris, Ron Tyson) – 5:00
2. In a Lifetime (Ron Baker, Tyson) – 3:15
3. Come Share My Love (T. G. Conway, Bruce Gray) – 6:13
4. She's All I Got (Baker, Tyson) – 4:56
5. Snake in the Grass (Conway, Felder, Tyson) – 5:30
6. It's Time for Love (Felder, Harris, Tyson) – 4:31
7. Let's Live in Peace (Melvin Franklin, Glenn Leonard, Louis Price, Richard Street, Otis Williams, Benjamin Wright) – 4:16
8. Read Between the Lines (Conway, Felder, Tyson) – 3:21
9. I Could Never Stop Loving You (Felder, Harris, Tyson) – 3:21

## Formazione
The Temptations
- Melvin Franklin – voce (basso)
- Glenn Leonard – voce (tenore/falsetto)
- Louis Price – voce (tenore/baritono)
- Richard Street – voce (tenore/baritono)
- Otis Williams – voce (tenore/baritono)

Altri musicisti 
- Richard Adderly – vibrafono
- Ron Baker – basso
- Keith Benson – batteria
- T. G. Conway – tastiera
- Don Renaldo & His String & Horn Section – archi, fiati
- Bobby Eli – chitarra
- Michael Foreman – basso
- Bruce Gray – tastiera
- Norman Harris – chitarra
- Cotton Kent – tastiera
- Ron "Have Mercy" Kersey – tastiera
- T. J. Tindall – chitarra
- Larry Washington – conga
- Earl Young – batteria